# Airton José dos Santos
Dom Airton José dos Santos (Bom Repouso, 25 de junho de 1956) é um sacerdote e bispo católico brasileiro, é o sexto e atual arcebispo da Arquidiocese de Mariana.

## Infância e Vida Religiosa
Filho de José Julião dos Santos e Benedita Vieira da Fonseca, sendo o primeiro de sete irmãos. Em 1964 passaram a residir na Vila Vivaldi em São Bernardo do Campo até 1967. Neste mesmo ano, mudaram-se para a Vila Sacadura Cabral em Santo André. Ali residiu até 1979, ano em que ingressou no Seminário da Diocese de Santo André.
De 1979 a 1981, fez os estudos de Filosofia nas Faculdades Associadas do Ipiranga, em São Paulo, obtendo o título de Bacharel em Filosofia com Licenciatura Plena no ano de 1982, ingressou no curso de Teologia da Pontifícia Faculdade de Teologia Nossa Senhora da Assunção, também no Ipiranga em São Paulo.

## Ministério Diaconal e Presbiteral
Foi ordenado diácono no dia 31 de agosto de 1985 e presbítero aos 8 de dezembro do mesmo ano, por Dom Cláudio Hummes, então Bispo diocesano de Santo André. Em março de 1986, iniciou seu ministério sacerdotal como Vigário Paroquial da Paróquia Imaculada Conceição na cidade de Diadema. Em 1987 foi nomeado para o cargo de Diretor e Formador na Casa Formação dos Seminaristas da Filosofia do Seminário Diocesano de Santo André, permaneceu neste encargo até o final do ano de 1997.
De 1986 a 1997, também exerceu outros serviços na Diocese: Vigário Regional da Região Pastoral de Diadema Coordenador da Pastoral Vocacional Diocesana Administrador Paroquial da Paróquia Imaculada Conceição em Diadema Coordenador da Pastoral Familiar membro do Conselho de Presbíteros e membro do Colégio de Consultores.
Em 1998, foi destinado para estudos de Especialização em Roma, residindo no Pontifício Colégio Pio Brasileiro, no período de agosto de 1998 a junho de 2000, conseguindo o Título de Mestre em Direito Canônico pela Pontifícia Universidade Gregoriana em Roma.
No mês de outubro de 2000, foi nomeado por Dom Décio Pereira, então Bispo Diocesano de Santo André, para ocupar o encargo de Chanceler do Bispado e, em setembro do mesmo ano, para o encargo de Ecônomo da Diocese. No dia 18 de março de 2001, foi nomeado Pároco da Catedral Diocesana de Santo André.

## Episcopado
No dia 19 de dezembro de 2001 foi nomeado pelo Papa João Paulo II, Bispo titular de Felbes e Auxiliar para a Diocese de Santo André. Foi ordenado Bispo, no dia 2 de março de 2002, por Dom Décio Pereira.
Aos 4 de agosto de 2004 foi nomeado bispo diocesano de Mogi das Cruzes, tomando posse no dia 26 de setembro do mesmo ano.
No dia 15 de fevereiro de 2012 o Papa Bento XVI o elevou a dignidade arquiepiscopal, sendo nomeado arcebispo da Arquidiocese de Campinas, tomando posse em 15 de abril do mesmo ano.
Em 25 de abril de 2018 foi nomeado arcebispo de Mariana.

#### Presidência do regional Sul 1 da CNBB
No dia 10 de Junho de 2015, durante a realização da 78ª Assembleia dos Bispos do regional Sul 1 da CNBB, ocorrida na cidade de Aparecida, foi eleito presidente da entidade para o quadriênio 2015-2019.

## Ordenações Episcopais
Dom Airton foi o celebrante das ordenações episcopais de:
1. Walter Jorge Pinto, nomeado bispo de União da Vitória, aos 30 de março de 2019, em Viçosa.
2. Lauro Sérgio Versiani Barbosa, nomeado bispo de Colatina, aos 25 de janeiro de 2022, em Viçosa.
3. Geraldo de Souza Rodrigues, nomeado bispo de Januária, aos 27 de janeiro de 2024, em Porto Firme.

Foi coadjuvante da ordenação episcopal de:
1. Moacir Aparecido de Freitas, nomeado bispo de Votuporanga, aos 11 de outubro de 2016, em Ibitinga. O celebrante principal foi Dom Paulo Cezar Cardeal Costa.
2. Valter Magno de Carvalho, nomeado bispo auxiliar de São Salvador da Bahia, aos 23 de janeiro de 2021, em Barbacena. O celebrante principal foi Dom Sérgio Cardeal da Rocha.
3. Danival Milagres Coelho, nomeado bispo auxiliar de Goiânia, aos 6 de abril de 2024, em Barbacena. O celebrante principal foi Dom João Justino de Medeiros Silva.
4. Edmar José da Silva, nomeado bispo auxiliar de Belo Horizonte, aos 11 de maio de 2024, em Alto Rio Doce. O celebrante principal foi Dom Walmor Oliveira de Azevedo.